# Freedom (Wham!)
Freedom is een nummer van het Britse new waveduo Wham! Het is de derde single van hun tweede studioalbum Make It Big uit 1984. In juli dat jaar werd het nummer eerst in de VS en Canada op single uirgebracht en op 1 oktober in Europa, Australië en Nieuw-Zeeland.

## Achtergrond
Als opvolger van de wereldhit Wake Me Up Before You Go-Go, werd ook "Freedom" wereldwijd een gigantische hit. In thuisland het Verenigd Koninkrijk behaalde de plaat de nummer 1-positie in de UK Singles Chart. Ook in Ierland, IJsland en Noorwegen werd de nummer 1-positie behaald. In Australië werd de 3e positie bereikt, Nieuw-Zeeland de 8e, de VS de 3e, Canada de 10e, Frankrijk de 16e, Zweden en Zwitserland de 9e en Duitsland de 14e positie.
In Nederland werd de plaat veelvuldig gedraaid op Hilversum 3 en werd een gigantische hit in de destijds drie landelijke hitlijsten op de nationale publieke popzender. In zowel de Nederlandse Top 40, Nationale Hitparade als de TROS Top 50 werd de nummer 1-positie behaald. In de Europese hitlijst op Hilversum 3, de TROS Europarade, werd de 2e positie bereikt.
In België bereikte de plaat de 2e positie in zowel de voorloper van de Vlaamse Ultratop 50 als de Vlaamse Radio 2 Top 30. In Wallonië werd géén notering behaald.
In 1990 bracht zanger-muzikant George Michael een single met een vrijwel gelijke titel uit, genaamd Freedom '90.
In de sinds december 1999 jaarlijks uitgezonden NPO Radio 2 Top 2000 van de Nederlandse publieke radiozender NPO Radio 2, stond de plaat uitsluitend in 2000 en 2001 genoteerd met als hoogste notering een 1432e positie in 2001.

## NPO Radio 2 Top 2000
| Nummer met noteringen in de NPO Radio 2 Top 2000 | '01  | '02  |
| ------------------------------------------------ | ---- | ---- |
| Freedom                                          | 1432 | 1926 |

1. ↑  Een vetgedrukt getal geeft de hoogste notering aan.
2. ↑  2001 was het eerste jaar met een notering voor dit nummer.
3. ↑  Deze tabel is bijgewerkt tot en met de laatste editie (2024).